# Sichelburg

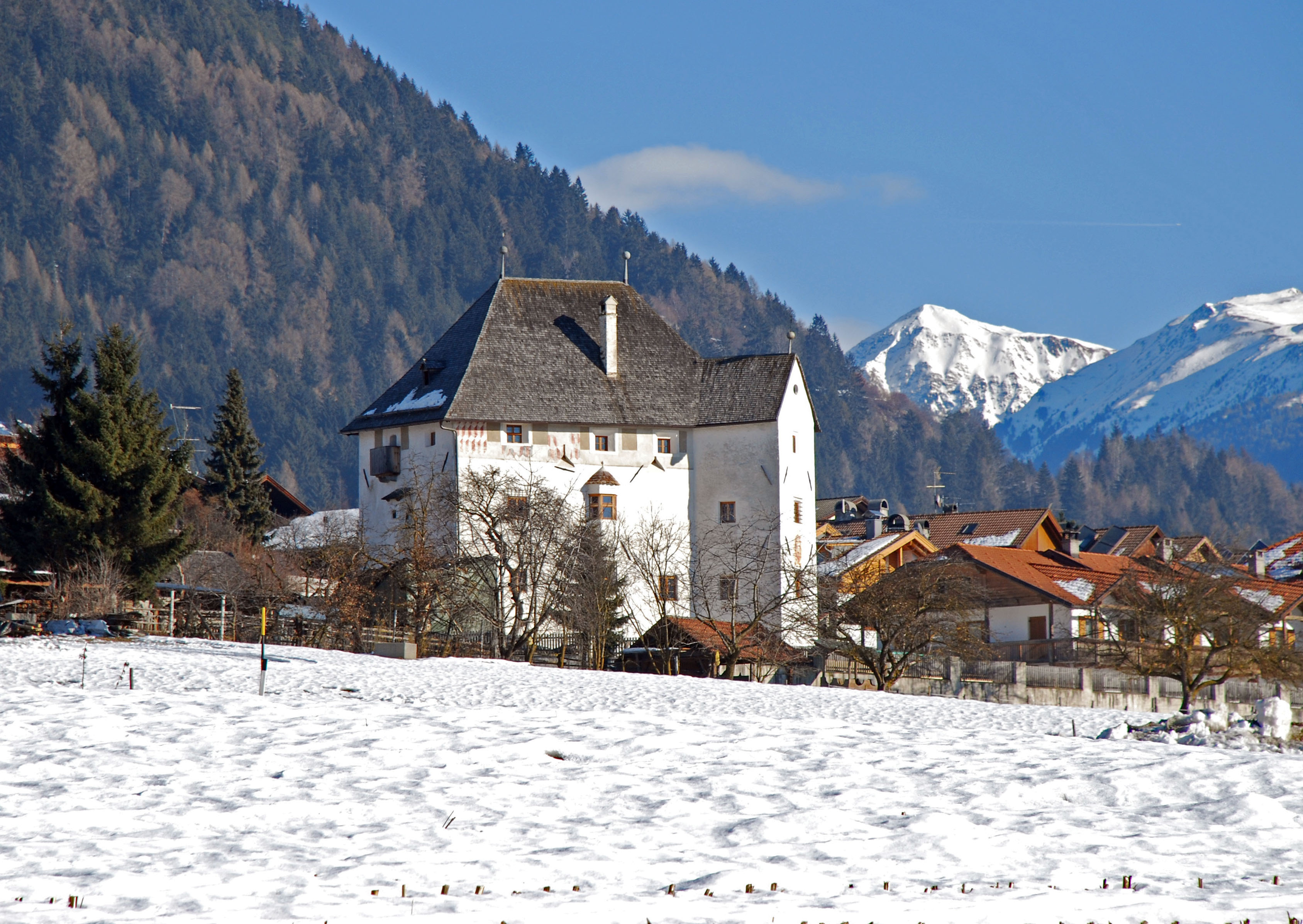
Ansitz Sichelburg

Die Sichelburg ist ein schlossartiger Ansitz und geschütztes Baudenkmal in der Gemeinde Pfalzen in Südtirol.

## Geschichte

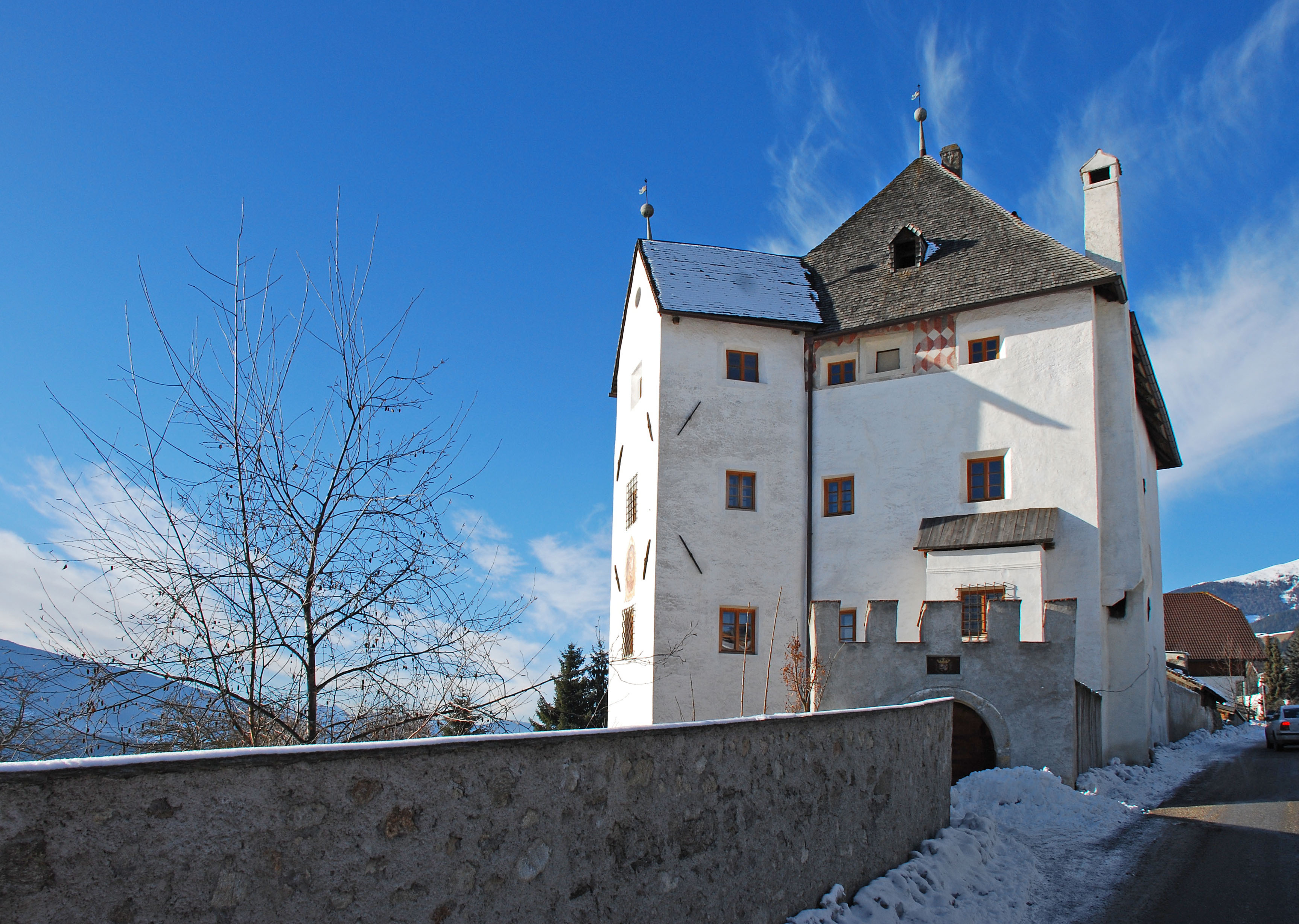
Seitenansicht

Möglicherweise handelt es sich bei dem Wohnturm um den Stammsitz der Herren von Pfalzen, einem Ministerialengeschlecht der Bischöfe von Brixen. Im hauseigenen Archiv steht über die Besitzerfolge: Christian von Pfalzen gen. Tobratl überließ es 1356 Heinrich Stuck aus Bruneck. 1358 war die Besitzerin Margarethe Plazollerin, Tochter von Heinrich von Pfalzen. Ihr Sohn Nikolaus Plazoller gab dem Anwesen nach seinem Wappen mit den zwei Sicheln den Namen Sichelburg. 1524 verkaufte Hans Juckel die Sichelburg an die Brüder Michel und Georg Mörl, aus einer Seitenlinie derer von Pfalzen. 1554 war Michael von Mörl der Eigentümer. Franz Paul von Mörl († 1734) vererbte die Sichelburg seiner Tochter Susanna Felicitas († 1763), die sie an die Familie ihres Mannes Georg Felix von Mayrhofen brachte. Im 19. Jahrhundert wurde das Anwesen an einen örtlichen Bauern verkauft. Seit dem 23. September 1949 steht das Gebäude unter Denkmalschutz. Seit 2000 gehört der Ansitz der Gemeinde Pfalzen. Nach einer umfassenden Sanierung des Hauses dient es gegenwärtig als Restaurant.